# التقارير حول سارة وسليم (فلم)
التقارير حول سارة وسليم هو فيلم درامي إنتاج دولي مشترك عام 2018 من إخراج مؤيد عليان وسيناريو رامي عليان. تدور أحداث الفيلم في مدينة القدس بين سارة اليهودية وسليم الفلسطيني اللذان تجمعهما علاقة خارج إطار الزواج.

## أحداث الفيلم
يلتقي سليم الذي يسكن في بيت لحم سراً بالإسرائيلية سارة صاحبة أحد المقاهي في القدس الغربية وهي زوجة ضابط إسرائيلي، خفية في سيارة عمل سليم التي يستخدمها لتوزيع الخبز. سارة وسليم كل منهما متزوج من بيئته، لكن هذا لم يمنع أن تجمع بينهما علاقة حب، كان من الممكن أن تكون كأي خيانة زوجية، لولا أن هذه العلاقة بين فلسطيني وإسرائيلية. وتطور الأمور عندما يتم اكتشاف جنسية سارة وهي داخل حانة ببيت لحم، ويتم القبض على سليم بتهمة الدعارة مع إسرائيليات، لكن تدخل أخو زوجته لدى السلطات لتبرئته وتحويل الملف لتجنيد إسرائيلية لصالح التجسس لهم.

## جوائز
- جائزة الجمهور من مهرجان روتردام السينمائي الدولي.[6]
- جائزتا أفضل فيلم وأفضل ممثلة في المسابقة الرسمية للنسخة التاسعة والثلاثين من مهرجان ديربن السينمائي الدولي في جنوب أفريقيا.[8]

## ردود الفعل
- دعت الحملة الفلسطينية للمقاطعة الأكاديمية والثقافية لإسرائيل المنظمين والمسارح ودور السينما في الوطن العربي كافة، وخصوصًا في المدن الفلسطينية بعدم عرض الفيلم حيث اعتبرته فيلم تطبيعي، ودعت المخرج والمنتجين بالاعتذار.[9]

## وصلات خارجية
- التقارير حول سارة وسليم على موقع IMDb (الإنجليزية)
- التقارير حول سارة وسليم على موقع ميتاكريتيك (الإنجليزية)
- التقارير حول سارة وسليم على موقع روتن توميتوز (الإنجليزية)
- التقارير حول سارة وسليم على موقع قاعدة بيانات الأفلام العربية
- التقارير حول سارة وسليم على موقع ألو سيني (الفرنسية)
- التقارير حول سارة وسليم على موقع أول موفي (الإنجليزية)
- التقارير حول سارة وسليم على موقع بوكس أوفيس موجو (الإنجليزية)
- التقارير حول سارة وسليم على موقع فيلمافينيتي (الإسبانية)
- التقارير حول سارة وسليم على موقع قاعدة بيانات الفيلم (الإنجليزية)
- التقارير حول سارة وسليم على موقع ليتربوكسد (الإنجليزية)
- التقارير حول سارة وسليم  في قاعدة بيانات الأفلام على الإنترنت (بالإنجليزية)
- التقارير حول سارة وسليم (فلم) في روتن توميتوز.